# Ṯāʾ
Ṯāʾ (ث) – czwarta litera alfabetu arabskiego. Używana jest do oznaczenia dźwięku [θ], tj. spółgłoski szczelinowej międzyzębowej bezdźwięcznej. Pochodzi od arabskiej litery Tā'.
W języku polskim litera Ṯāʾ jest transkrybowana za pomocą litery S.
W arabskim systemie liczbowym literze Ṯāʾ odpowiada liczba 500.

## Postacie litery
| Postać: | izolowana | końcowa | środkowa | początkowa |
| ------- | --------- | ------- | -------- | ---------- |
| Wygląd: | ث‬         | ـث‬      | ـثـ‬      | ثـ‬         |

## Kodowanie
| Znak                   | ث                  | ث                  |
| ---------------------- | ------------------ | ------------------ |
| Nazwa w Unikodzie      | Arabic Letter Theh | Arabic Letter Theh |
| Kodowanie              | dziesiątkowo       | szesnastkowo       |
| Unicode                | 1579               | U+062B             |
| UTF-8                  | 216 171            | d8 ab              |
| Odwołania znakowe SGML | &#1579;            | &#x062B;           |